# Puchar Polski 2023-2024
La Puchar Polski 2023-2024, anche nota come Fortuna Puchar Polski 2023-2024 per ragioni di sponsorizzazione, è la 70ª edizione della coppa nazionale polacca, organizzata dalla PZPN, iniziata il 2 agosto 2023 e terminata il 2 maggio 2024 con la finale, giocata allo Stadio nazionale di Varsavia. Il vincitore della competizione si qualifica automaticamente per la UEFA Europa League 2024-2025.
Il Legia Varsavia è la squadra campione in carica. Il titolo è stato vinto dal Wisła Cracovia, che ha vinto la sua quinta coppa nazionale, diventando anche la quinta squadra a sollevare il trofeo militando in seconda divisione, per la prima volta dalla stagione 1995-1996.

## Squadre partecipanti
Alla competizione partecipano 70 squadre, provenienti dai primi tre livelli del campionato polacco di calcio (con l'aggiunta delle 16 squadre vincenti delle coppe regionali)
| Ekstraklasa | I Liga | II Liga | Coppe regionali |
| - Raków Częstochowa - Legia Varsavia - Lech Poznań - Pogoń Stettino - Piast Gliwice - Górnik Zabrze - KS Cracovia - Warta Poznań - Zagłębie Lubin - Radomiak Radom - Stal Mielec - Widzew Łódź - Korona Kielce - Jagiellonia - Śląsk Breslavia - Wisła Płock - Lechia Danzica - Miedź Legnica | - ŁKS - Ruch Chorzów - Nieciecza - Wisła Cracovia - Puszcza Niepołomice - Stal Rzeszów - Podbeskidzie - Arka Gdynia - Chrobry Głogów - GKS Katowice - Zagłębie Sosnowiec - Górnik Łęczna - GKS Tychy - Resovia Rzeszów - Odra Opole - Skra Częstochowa - Chojniczanka Chojnice - Sandecja Nowy Sącz | - Polonia Varsavia - Znicz Pruszków - Kotwica Kołobrzeg - Stomil Olsztyn - Wisła Puławy - Motor Lublino - KKS Kalisz - Pogoń Siedlce - Olimpia Elbląg - GKS Jastrzębie - Lech Poznań II - Hutnik Varsavia - Radunia Stężyca - Zagłębie Lubin II - Górnik Polkowice - Siarka Tarnobrzeg - Garbarnia Cracovia - Śląsk Wrocław II | - Miedź Legnica II - Zawisza Bydgoszcz - Start Krasnystaw - Carina Gubin - Unia Skierniewice - Wieczysta Cracovia - Legia Varsavia II - Stal Brzeg - Stal Stalowa Wola - Jagiellonia II - Gryf Wejherowo - Polonia Bytom - KSZO Ostrowiec Świętokrzyski - Concordia Elbląg - Sokół Kleczew - Pogoń Stettino II |

## Formula
Al turno preliminare partecipano le 18 formazioni della II liga 2022-2023, insieme con le ultime due classificate della I liga 2022-2023. Le dieci vincitrici passano al primo turno, al quale si aggiungono le 16 vincitrici delle coppe regionali, le altre squadre della I Liga e le 14 squadre della Ekstraklasa 2022-2023 non qualificate alle competizioni UEFA. Nel turno successivo si aggiungono anche le 4 squadre di Ekstraklasa rimanenti.

## Calendario
| Turno                | Date                         | Numero di incontri | Numero di squadre |
| -------------------- | ---------------------------- | ------------------ | ----------------- |
| Turno preliminare    | 2-10 agosto 2023             | 10                 | 70 → 60           |
| Primo turno          | 26-28 settembre 2023         | 28                 | 60 → 32           |
| Sedicesimi di finale | 31 ottobre - 2 novembre 2023 | 16                 | 32 → 16           |
| Ottavi di finale     | 5-7 dicembre 2023            | 8                  | 16 → 8            |
| Quarti di finale     | 27-29 febbraio 2024          | 4                  | 8 → 4             |
| Semifinali           | 2-4 aprile 2024              | 2                  | 4 → 2             |
| Finale               | 2 maggio 2024                | 1                  | 2 → 1             |

## Turno preliminare
Non è previsto alcun sorteggio per il turno preliminare, in quanto gli accoppiamenti sono effettuati in base al seguente schema:
- La 17ª classificata di I Liga contro la 18° di II Liga
- La 18° di I Liga contro la 17° di II Liga
- La 1° di II Liga contro la 16° di II Liga
- La 2° di II Liga contro la 15° di II Liga
- La 3° di II Liga contro la 14° di II Liga
- La 4° di II Liga contro la 13° di II Liga
- La 5° di II Liga contro la 12° di II Liga
- La 6° di II Liga contro l'11° di II Liga
- La 7° di II Liga contro la 10° di II Liga
- L'8° di II Liga contro la 9° di II Liga

| Squadra 1             | Risultato       | Squadra 2          |
| --------------------- | --------------- | ------------------ |
| 2 agosto 2023         |                 |                    |
| Kotwica Kołobrzeg     | 2 – 1           | Zagłębie Lubin II  |
| 8 agosto 2023         |                 |                    |
| Znicz Pruszków        | 4 – 1           | Górnik Polkowice   |
| KKS Kalisz            | 1 – 1 (3-0 dtr) | GKS Jastrzębie     |
| 9 agosto 2023         |                 |                    |
| Pogoń Siedlce         | 2 – 1           | Olimpia Elbląg     |
| Sandecja Nowy Sącz    | 1 – 2           | Garbarnia Cracovia |
| Stomil Olsztyn        | 1 – 2           | Radunia Stężyca    |
| Wisła Puławy          | 2 – 0           | Hutnik Varsavia    |
| Chojniczanka Chojnice | 2 – 0           | Śląsk Wrocław II   |
| Motor Lublino         | 1 – 0           | Lech Poznań II     |
| 10 agosto 2023        |                 |                    |
| Polonia Varsavia      | 3 – 2           | Siarka Tarnobrzeg  |
| Motor Lublino         | 1 – 0           | Lech Poznań II     |

## Primo turno
Il sorteggio si è tenuto l'11 agosto 2023 nella sede della Federazione calcistica della Polonia. Al primo turno partecipano le 10 vincitrici del turno preliminare, le 14 squadre della Ekstraklasa 2022-2023 che non partecipano alle competizioni UEFA nella stagione 2023-24, le prime 16 classificate della I Liga 2022-2023 e le 16 vincitrici delle competizioni regionali.
| Squadra 1                    | Risultato       | Squadra 2           |
| ---------------------------- | --------------- | ------------------- |
| 19 settembre 2023            |                 |                     |
| Miedź Legnica II             | 0 – 3           | Stal Rzeszów        |
| 26 settembre 2023            |                 |                     |
| Pogoń Siedlce                | 1 – 3           | Podbeskidzie        |
| Concordia Elbląg             | 0 – 4           | Widzew Łódź         |
| Odra Opole                   | 1 – 2           | Stal Mielec         |
| Motor Lublino                | 0 – 1           | Puszcza Niepołomice |
| Jagiellonia II               | 1 – 2           | Korona Kielce       |
| KKS Kalisz                   | 2 – 3           | ŁKS                 |
| Start Krasnystaw             | 0 – 4           | Zawisza Bydgoszcz   |
| Wisła Puławy                 | 3 – 1           | Chrobry Głogów      |
| Wieczysta Cracovia           | 0 – 4           | Piast Gliwice       |
| Skra Częstochowa             | 2 – 3 (dts)     | Polonia Varsavia    |
| Jagiellonia                  | 2 – 0           | Śląsk Breslavia     |
| Miedź Legnica                | 0 – 2           | Arka Gdynia         |
| 27 settembre 2023            |                 |                     |
| Stal Brzeg                   | 4 – 0           | Unia Skierniewice   |
| Sokół Kleczew                | 2 – 3 (dts)     | Zagłębie Lubin      |
| Stal Stalowa Wola            | 2 – 0           | Znicz Pruszków      |
| Carina Gubin                 | 4 – 1           | Radunia Stężyca     |
| Legia Varsavia II            | 3 – 2           | Ruch Chorzów        |
| KSZO Ostrowiec Świętokrzyski | 1 – 2           | Warta Poznań        |
| GKS Katowice                 | 0 – 4           | Górnik Zabrze       |
| Gryf Wejherowo               | 1 – 3           | Zagłębie Sosnowiec  |
| Górnik Łęczna                | 3 – 4           | KS Cracovia         |
| Garbarnia Cracovia           | 2 – 1           | Radomiak Radom      |
| Chojniczanka Chojnice        | 2 – 3           | Resovia Rzeszów     |
| 28 settembre 2023            |                 |                     |
| GKS Tychy                    | 3 – 1           | Wisła Płock         |
| Kotwica Kołobrzeg            | 4 – 4 (3-4 dtr) | Nieciecza           |
| Pogoń Stettino               | 1 – 3           | Resovia Rzeszów     |
| Wisła Cracovia               | 2 – 1 (dts)     | Lechia Danzica      |

## Secondo turno
Il sorteggio per il secondo turno si è tenuto il 29 settembre 2023. A questo turno partecipano le 28 squadre vincitrici del primo turno e le 4 squadre della Ekstraklasa 2022-2023 che si sono qualificate per le competizioni continentali.
| Squadra 1          | Risultato   | Squadra 2           |
| ------------------ | ----------- | ------------------- |
| 31 ottobre 2023    |             |                     |
| Stal Brzeg         | 0 – 4       | Warta Poznań        |
| Carina Gubin       | 1 – 0       | Stal Stalowa Wola   |
| Nieciecza          | 0 – 1       | Piast Gliwice       |
| Stal Rzeszów       | 1 – 0       | Puszcza Niepołomice |
| Legia Varsavia II  | 2 – 4 (dts) | Korona Kielce       |
| Zawisza Bydgoszcz  | 0 – 4       | Lech Poznań         |
| Zagłębie Sosnowiec | 1 – 2 (dts) | Górnik Zabrze       |
| 2 novembre 2023    |             |                     |
| GKS Tychy          | 0 – 3       | Legia Varsavia      |
| ŁKS                | 0 – 2 (dts) | Raków Częstochowa   |
| KS Cracovia        | 1 – 0       | Zagłębie Lubin      |
| 7 novembre 2023    |             |                     |
| Podbeskidzie       | 0 – 1       | Pogoń Stettino      |
| Wisła Cracovia     | 3 – 0       | Polonia Varsavia    |
| 8 novembre 2023    |             |                     |
| Polonia Bytom      | 1 – 3 (dts) | Arka Gdynia         |
| Garbarnia Cracovia | 2 – 4 (dts) | Stal Mielec         |
| Resovia Rzeszów    | 1 – 3       | Jagiellonia         |
| Wisła Puławy       | 1 – 4       | Widzew Łódź         |

## Ottavi di finale
Il sorteggio per questo turno si è svolto presso la sede della Federcalcio polacca il 10 novembre 2023. Le partite si giocheranno dal 5 al 7 dicembre 2023. A questo turno parteciperanno le 16 vincitrici del turno precedente. Le partite saranno ospitate dalle squadre che giocano nella divisione inferiore nella stagione 2023-24 o dalla prima squadra sorteggiata in caso di partita tra club della stessa divisione.
| Squadra 1         | Risultato   | Squadra 2      |
| ----------------- | ----------- | -------------- |
| 5 dicembre 2023   |             |                |
| Pogoń Stettino    | 2 – 1 (dts) | Górnik Zabrze  |
| Jagiellonia       | 2 – 0       | Warta Poznań   |
| 6 dicembre 2023   |             |                |
| Korona Kielce     | 2 – 1 (dts) | Legia Varsavia |
| Raków Częstochowa | 1 – 0 (dts) | KS Cracovia    |
| Stal Mielec       | 1 – 2       | Widzew Łódź    |
| 7 dicembre 2023   |             |                |
| Carina Gubin      | 2 – 5       | Piast Gliwice  |
| Wisła Cracovia    | 4 – 1       | Stal Rzeszów   |
| Arka Gdynia       | 0 – 1       | Lech Poznań    |

## Quarti di finale
Il sorteggio per i quarti di finale si è tenuto l'8 dicembre 2023.
| Squadra 1        | Risultato   | Squadra 2         |
| ---------------- | ----------- | ----------------- |
| 27 febbraio 2024 |             |                   |
| Lech Poznań      | 0 – 1 (dts) | Pogoń Stettino    |
| Piast Gliwice    | 3 – 0       | Raków Częstochowa |
| 28 febbraio 2024 |             |                   |
| Wisła Cracovia   | 2 – 1 (dts) | Widzew Łódź       |
| Jagiellonia      | 2 – 1 (dts) | Korona Kielce     |

## Semifinali
Il sorteggio delle semifinali si è tenuto il 1º marzo 2024.
| Squadra 1      | Risultato   | Squadra 2     |
| -------------- | ----------- | ------------- |
| 3 aprile 2024  |             |               |
| Pogoń Stettino | 2 – 1 (dts) | Jagiellonia   |
| Wisła Cracovia | 2 – 1       | Piast Gliwice |

## Finale
| Arbitro: | Tomasz Kwiatkowski |

|               |           |                              |
| Koulourīs 75’ | Marcatori | 90+9’ Satrústegui 93’ Rodado |